# Junji Ito Collection
Junji Ito Collection (伊藤潤二『コレクション』, Itō Junji "Korekushon") é uma série antológica de animé do género terror, adaptada das obras do mangaká Junji Ito. Foi produzida pelo Studio Deen, e transmitida entre 5 de janeiro e 23 de março de 2018, tendo um total de doze episódios e dois OVAs. Nos países lusófonos, a série foi exibida pela Crunchyroll.

## Elenco
| Personagem            | Japão              |
| --------------------- | ------------------ |
| Fuchi                 | Mami Koyama        |
| Kota Kawai            | Hiro Shimono       |
| Oshikiri              | Hiro Shimono       |
| Sugio                 | Hiro Shimono       |
| Tomie                 | Rie Suegara        |
| Souichi               | Yūji Mitsuya       |
| Homem da encruzilhada | Hikaru Midorikawa  |
| Yuko                  | Kaori Nazuka       |
| Tamae                 | Kaori Nazuka       |
| Mio Fuji              | Kaori Nazuka       |
| Lelia                 | Kaori Nazuka       |
| Miyoko Watanabe       | Kaori Nazuka       |
| Ryou Tsukano          | Yūki Kaji          |
| Yuji                  | Ryōhei Kimura      |
| Hiroshi Sakaguchi     | Ryōhei Kimura      |
| Yoshiyuki             | Ryōhei Kimura      |
| Kiyoshi Kitagawa      | Ryōhei Kimura      |
| Yasumin               | Ryōhei Kimura      |
| Haruhiko Kitawaki     | Nobunaga Shimazaki |
| Kuroda                | Daisuke Namikawa   |
| Yukihiko Kitawaki     | Daisuke Namikawa   |
| Yamada                | Daisuke Hirakawa   |
| Makoto Tokura         | Daisuke Hirakawa   |
| Koichi                | Yoshimasa Hosoya   |
| Oda                   | Yoshimasa Hosoya   |
| Shuichi Makita        | Yoshimasa Hosoya   |
| Aoyama                | Yoshimasa Hosoya   |
| Joe                   | Yoshimasa Hosoya   |
| Hikaru Shibayama      | Yoshimasa Hosoya   |
| Kameda                | Yoshimasa Hosoya   |
| Kuroda                | Hiroyuki Yoshino   |
| Ryusuke Fukada        | Hiroyuki Yoshino   |
| Kishimoto             | Hiroyuki Yoshino   |
| Anzai                 | Hiroyuki Yoshino   |
| Goro                  | Hiroyuki Yoshino   |
| Numake                | Kujira             |
| Tomoka                | Natsumi Takamori   |
| Setsuko               | Romi Park          |
| Riruko                | Romi Park          |
| Riko                  | Yōko Hikasa        |
| Saiko                 | Kaori Mizuhashi    |
| Sayuri                | Yuka Saito         |
| Midori                | Yuka Saito         |
| Rie                   | Yuka Saito         |
| Kinuko Hidaka         | Yuka Saito         |
| Nana Horie            | Yuka Saito         |
| Maiko                 | Yuka Saito         |
| Yue                   | Yuka Saito         |
| Hideo                 | Tomokazu Sugita    |
| Marie                 | Tomoe Hanba        |
| Yanagida              | Kentarō Itō        |
| Soga                  | Hitomi Nabatame    |
| Nakayama              | M·A·O              |
| Ogawa                 | Aya Uchida         |
| Risa                  | Fumiko Orikasa     |
| Mestre de cerimónias  | Masashi Ebara      |
| Mario                 | Takashi Kondō      |
| Rapaz jovem           | Akira Ishida       |
| Kana                  | Maki Shintaku      |
| Mitsuo Mori           | Hozumi Gōda        |
| Masuda                | Hiroshi Shimozaki  |
| Iwata Tadao           | Masakazu Hara      |
| Iwasaki               | Daisuke Kishio     |
| Yui                   | Risa Taneda        |
| Kanako                | Akeno Watanabe     |
| Numata                | Naoya Uchida       |
| Toshio                | Toshihiko Seki     |
| Yuki                  | Marina Inoue       |
| Uchida                | Yoshihisa Kawahara |
| Ogi                   | Setsuji Satō       |
| Otsuka                | Kenshō Ono         |
| Midori                | Mai Nakahara       |

## Produção
O animé foi anunciado a 30 de junho de 2017, através do sítio eletrónico de Junji Ito no jornal Asahi Shimbun. Em agosto de 2017, foi confirmada a série com a animação do Studio Deen. Shinobu Tagashira, conhecido pela realização de Diabolik Lovers, realizou e desenhou as personagens do animé. A notícia também revelou que a série adaptaria duas das coleções do mangá de Ito, o décimo primeiro volume de Junji Ito Kyōfu Manga e o volume único de Ma no Kakera. A série revelou o seu título oficial a 12 de outubro de 2017, e divulgou que Kaoru Sawada seria o argumentista, Hozumi Gōda o realizador sonoro, e Yuki Hayashi o compositor da banda sonora da série. A série também teve dois OVAs, adaptados do mangá Tomie, de Ito.
O tema de abertura, "Shichitenbattō no Blues" (七転八倒のブルース, Shichitenbattō no Burūsu), foi interpretado por The Pinballs, e o tema de encerramento, "Tagai no Uchū" (互いの宇宙), foi interpretado por JYOCHO.

## Lançamento
A série estreou-se no canal japonês Tokyo MX a 7 de janeiro de 2018, e no bloco televisivo Anime Premium do WOWOW a 5 de janeiro do mesmo ano. Além disso, a série teve a sua exibição adiantada em 23 de dezembro de 2017, que contou com a presença de Ito e do dobrador Yūji Mitsuya. Nos países lusófonos, a série foi transmitida simultaneamente pela Crunchyroll, e a Funimation exibiu a série com dobragem inglesa a 20 de janeiro de 2018.
A série teve doze episódios e foi lançada em DVD com três conjuntos separados, entre 30 de março, 27 de abril e 25 de maio de 2018. O segundo e o terceiro conjuntos incluíram um episódio no formato de OVA.
Episódios
| N.º   | Título | Exibição original       |
| ----- | --- | ----------------------- |
| 1     | "Sōichi no katte na noroi/Jigoku no ningyō sō (双一の勝手な呪い / 地獄の人形葬)" "As convenientes maldições de Souichi/O funderal da boneca diabólica" | 5 de janeiro de 2018    |
| 2     | "Fashion Model/Nagai yume (ファッションモデル / 長い夢)" "Modelo/Longos sonhos"                                                                        | 12 de janeiro de 2018   |
| 3     | "Yotsutsuji no bishōnen/Namekuji shōjo (四つ辻の美少年 / なめくじ少女)" "O moço bonito da encruzilhada/Garota lesma"                                   | 19 de janeiro de 2018   |
| 4     | "Samuke/Ayatsuri yashiki (寒気 / あやつり屋敷)" "Calafrio/Casa das marionetes"                                                                         | 26 de janeiro de 2018   |
| 5     | "Oshikiri idan/Nunosei kyōshi (押切異談 / 布製教師)" "O conto ininterrupto de Oshikiri/Professor de pano"                                              | 2 de fevereiro de 2018  |
| 6     | "Tonari no mado/Yurukana wakare (隣の窓 / 緩やかな別れ)" "A janela da vizinha/Suave adeus"                                                             | 9 de fevereiro de 2018  |
| 7     | "Chūko rekōdo/Michi no nai machi (中古レコード / 道のない街)" "A janela da vizinha/Suave adeus"                                                        | 16 de fevereiro de 2018 |
| 8     | "Go senzo sama/Sākasu ga kita (ご先祖様 / サーカスが来た)" "Ancestrais honrados/O circo chega à cidade"                                                | 23 de fevereiro de 2018 |
| 9     | "Gaka/Chi tamaki (画家 / 血玉樹)" "O pintor/Sangue-seiva suga"                                                                                         | 2 de março de 2018      |
| 10    | "Gliceridi/Hashi (グリセリド / 橋)" "Engordurado/Ponte"                                                                                                | 9 de março de 2018      |
| 11    | "Chōjizen tenkōsei/Kakashi (超自然転校生 / 案山子)" "O novo aluno paranormal/Espantalho"                                                               | 16 de março de 2018     |
| 12    | "Kaidan/Uwasa (潰談 / 噂)" "Esmagado/Boatos" | 23 de março de 2018     |
| OVA–1 | "Tomie Part 1 (富江 part 1)" "Tomie - Parte 1" | 27 de abril de 2018     |
| OVA–2 | "Tomie Part 1 (富江 part 2)" "Tomie - Parte 2" | 25 de maio de 2018      |